# Hiro Mashima
Hiro Mashima (真島 ヒロ, Mashima Hiro, nascido em 3 de maio de 1977) é um mangaká japonês. Seu primeiro sucesso foi o mangá de fantasia Rave Master, publicado pela Kodansha na revista Weekly Shōnen Magazine, de 1999 a 2005. A série foi mais tarde adaptada em um anime. No entanto, a adaptação do anime foi cancelada antes que pudesse completar a série.
Em 2006, ele começou sua série mais conhecida, outro mangá de fantasia chamado Fairy Tail, também serializado na Kodansha na revista Weekly Shōnen Magazine que foi adaptado em um anime e foi ao ar na TV Tokyo a partir de outubro de 2009 e continua sendo exibido atualmente. Ele também publicou o one-shot do mangá Monster Soul durante o mesmo ano.
Ele foi um dos convidados notáveis em 2008 na San Diego Comic-Con e em 2011 no New York Anime Festival. Foi influenciado por Akira Toriyama e Hayao Miyazaki. Ele tem uma filha.

## Trabalhos
- Groove Adventure Rave (Rave Master) (1999-2005)
- Plue's Dog Diaries (2002-2007)
- Mashima-en Vol.1 & 2 (2003)
  - Vol 1:
  - Magician
  - Fairy Tail
  - Cocona (2003)
  - Plue's Adventures Pt. II
  - Vol 2:
  - Bad Boys Song
  - Magic Party
  - Xmas Hearts
  - Fighting Group Mixture
- Monster Soul (2006-2007)
- Fairy Tail (2006-2017)
- Monster Hunter Orage (2008-2009)
- Chameleon (2008, one-shot baseado em um mangá de Atsushi Kase, feito para 50º Aniversário da Kodansha)
- Nishikaze to Taiyou (2010)
- Edens Zero (2018 - atualmente)

## Anime
- Rave Master - como criador original e aparece no episódio 51 como si mesmo
- Fairy Tail - criador original
- Edens Zero - criador original